# Треттер, Вильгельм
Вильгельм фон Треттер (нем. Wilhelm von Traitteur, Василий Карлович Треттер; 1 февраля 1788, Мангейм — 17 июня 1859, Мангейм) — немецкий инженер-мостостроитель и литограф, долгое время работавший в России. Сын известного в Германии инженера-строителя Карла Теодора фон Треттера (1752—1825).

## Биография
В истории архитектуры Петербурга Треттер известен как родоначальник столетней эпохи немецких архитекторов, железного мостостроения, а также введения в практику строительства инженерных методов расчёта прочности конструкций.
Родился в известной в Манхайме в течение нескольких поколений семье. Обучался за свой счёт и практиковался в области землеустройства и работал инженером-географом.
Не сумев сдать экзамен на получение звания инженера, преподавал математику в старших классах лицея Великого герцога Баденского. Ему удалось обратить на себя внимание приехавшего в Баден Александра Первого, женатого на дочери баденского маркграфа Луизе Марии Августе, ставшей русской императрицей Елизаветой Алексеевной. Император пригласил Треттера в Петербург.
Приехав в Петербург в 1814 году, он начал работать под началом А. Бетанкура в Корпусе инженеров путей сообщения и в 1818, получив чин подполковника, вошёл в состав Комитета для строений и гидравлических работ. Талант и Высочайшее покровительство привели к тому, что в 1823—1828 годах он стал одним из ведущих специалистов в области постройки мостов.
Первые его самостоятельные работы относятся к 1821 −1822 годам, когда он проектирует мосты на дороге Петербург — Москва. Все его сооружения были выполнены в стиле классицизма. Не все они сохранились, но гравюры с их изображениями, выполненные Треттером, дают представление о специфике его творчества.
Опираясь на полученный опыт, Треттер подал рапорт управляющему ведомством путей сообщения герцогу Вюртембергскому, который ему покровительствовал и был о нём высокого мнения. В рапорте подчёркивалась необходимость постройки в Петербурге цепных висячих мостов, подобных тем, которые нашли широкое распространение в Англии и Америке. Программа Треттера была высочайше одобрена, и в соответствие с ней в Петербурге было сооружено пять мостов подобного типа.
Это были мосты, построенные при участии инженера В. А. Христиановича через Фонтанку: Пантелеймоновский (1823—1824) и Египетский (1825—1826). А также Почтамтский (1823—1824) — через Мойку и Банковский (1825—1826) и Львиный (1825—1826) — через Екатерининский канал. При этом Почтамтский мост представляет собой образец металлического сооружения, созданного в неискажённом классицистическом стиле и является образцом лёгкости и элегантности. Это оказалось возможным благодаря смелому решению Треттера понизить высоту береговых опор, что вызвало возникновение чрезвычайно больших напряжений в несущих цепях, настолько больших, что до недавнего времени (до проведения ремонта моста) в целях безопасности мост опирался на быки, стоящие на дне реки Мойки.
При постройке Пантелемоновского моста проводились испытания материала конструкций на прочность, что стало началом применения в строительстве новой науки — сопротивления материалов. В отличие от применявшихся на Западе массивных береговых устоев, Треттер делал порталы в виде ажурных арок, справедливо полагая, что таковые обладают «элегентностью, которую нельзя достичь при других существующих системах».
Фигуры львов и грифонов, маскирующие металлические конструкции сохранившихся пешеходных мостов, выполнены скульптором Павлом Петровичем Соколовым. Треттер является и автором трёхколенного моста в месте стыковки Екатерининского канала и Мойки.
По семейным обстоятельствам Треттер выехал на родину, где провёл последние 20 лет своей жизни. В основном здесь он был занят работой в области инженерной теории и естественных наук. Скончался в 1859 году, был похоронен на семейном участке кладбища в Манхайме.

## Труды
Один из авторов Большого и Малого Конюшенных и Театрального мостов.
Совместно с В. А. Христиановичем спроектировал и построил висячие (подвесные) мосты в Санкт-Петербурге:
- Пантелеймоновский мост
- Египетский мост
- Почтамтский мост
- Банковский мост
- Львиный мост

Участвовал в строительстве других мостов:
- Исаакиевский мост
- Театральный мост
- Большой Конюшенный мост
- Мало-Конюшенный мост

Создал проекты деревянных арочных мостов на шоссе Санкт-Петербург — Москва (с 1820 года) и др.
Автор литографических альбомов и работ по инженерному делу.
Считался одним из лучших в Петербурге рисовальщиков того времени.

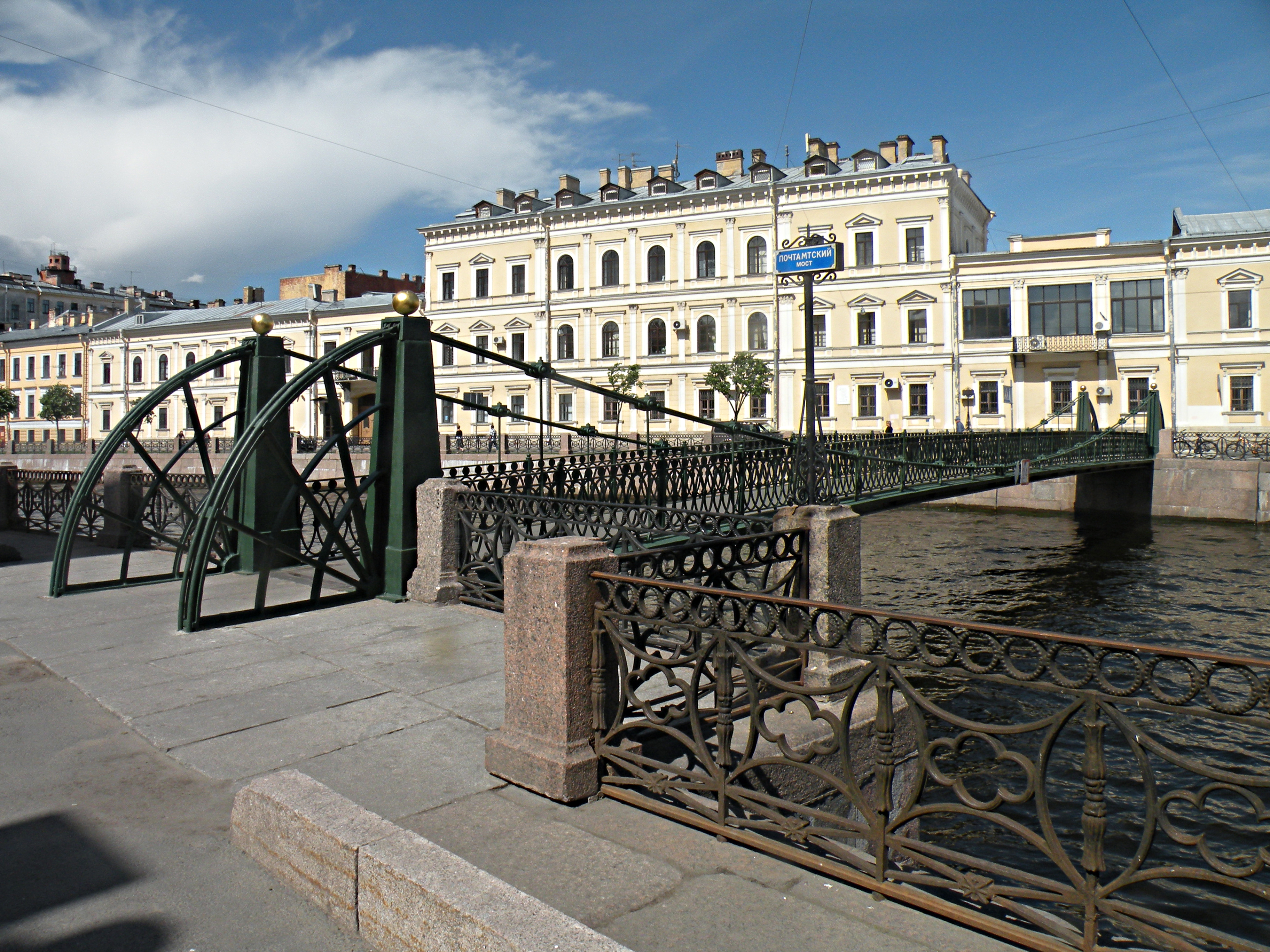
Почтамтский мост
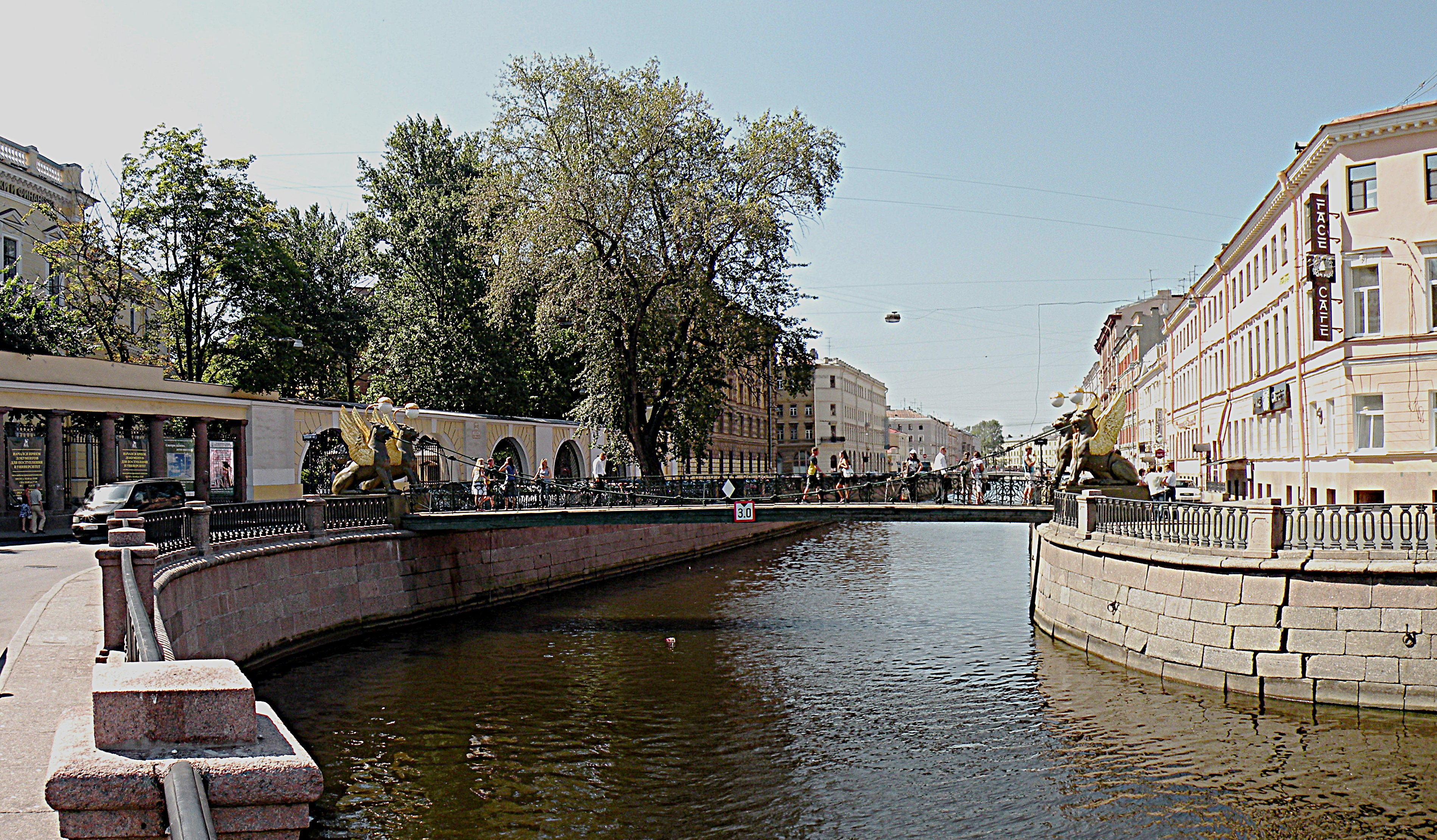
Банковский мост
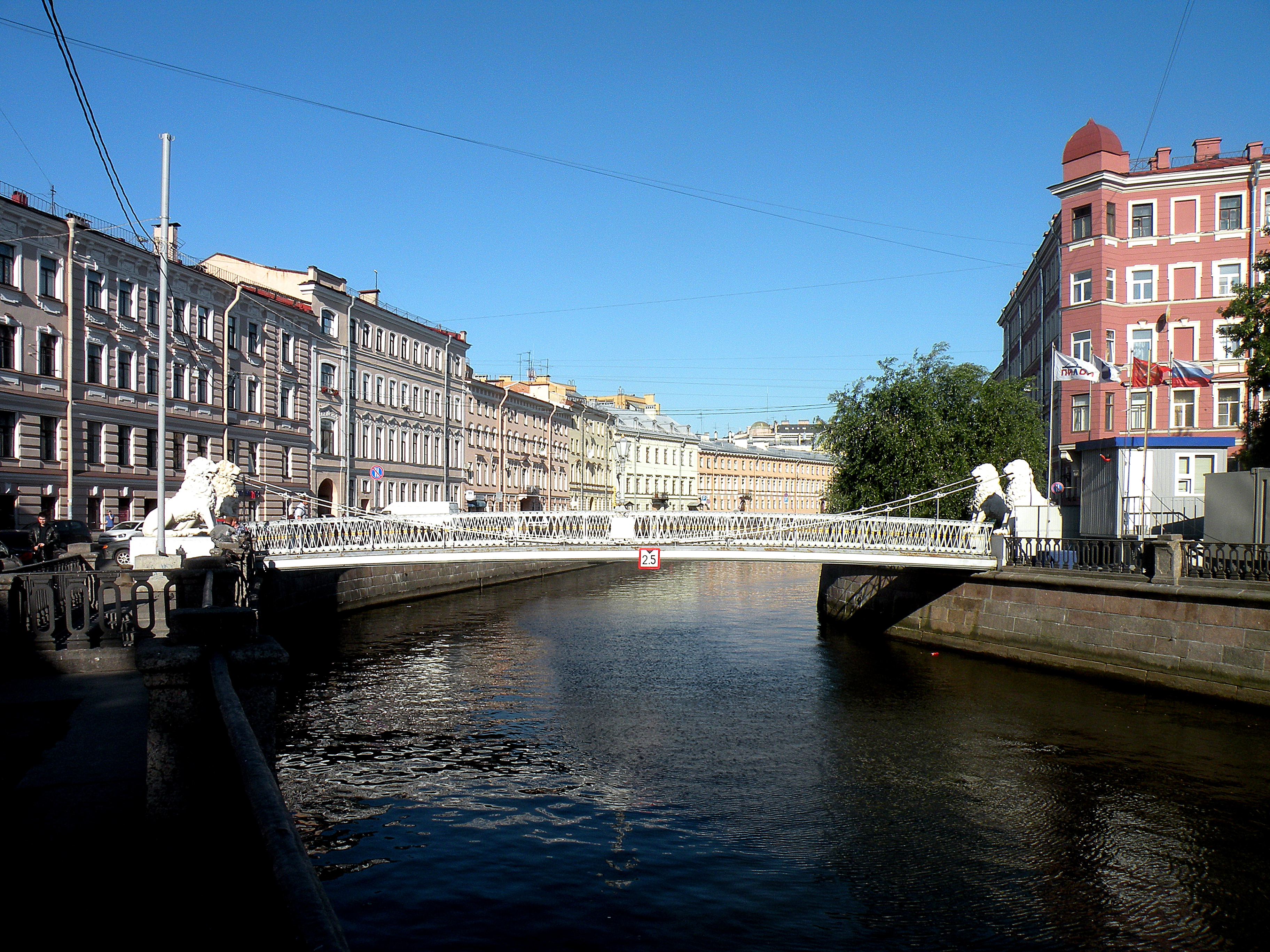
Львиный мост